# Donegal
Donegal (irlandés: Dún na nGall) es una ciudad del condado homónimo de la República de Irlanda, el condado de Donegal. Fue la capital del antiguo reino de Tyrconnell (la tierra de Conall), un territorio más extenso que el actual condado, gobernado por el clan de los O'Donnell. Perdió esta condición en el siglo XVI, tras la invasión inglesa que terminó con el poder de los O'Donnell y estableció a la ciudad de Lifford como "County Town".
Es la cuarta ciudad más poblada del condado, tras Letterkenny (19 588 habitantes), Buncrana (7199), y Ballybofey (4852).
El origen y significado de su nombre es la expresión gaélica Dún na nGall, que significa "el fuerte de los extranjeros". Estos extranjeros debieron ser vikingos daneses que llegaron a esta tierra antes del siglo XII.

## Geografía
Se sitúa en el centro de la bahía homónima, y se distingue de las otras ciudades del condado por su disposición urbanística. De origen muy probablemente vikingo, actualmente es una localidad dedicada a la pesca y al turismo, este último bastante intenso gracias a su estratégica posición (situada sobre la carretera estatal que lleva a Derry y a Letterkenny) y también gracias a los influjos históricos que la caracterizan.

## Historia, cultura y turismo
Históricamente muy importante, ya que ha sido la morada del clan de los O'Donnell, una familia muy importante de la historia irlandesa, fue una de las fortalezas contra la invasión inglesa entre los siglos XV y XVII.
Es característica en el centro la plaza llamada the Diamond, ya que tiene forma de diamante, muy concurrida, aunque la construcción reciente de una carretera de circunvalación ha reducido notablemente los problemas de tráfico que congestionaban la ciudad. De notable interés son también el Donegal Castle cerca de la plaza, y la colindante iglesia con la torre del reloj. Situada en la carretera de Derry, existen las ruinas de lo que fue una abadía franciscana.
Del puerto de Donegal Town parte un Waterbus que da la vuelta a la bahía de Donegal.
Aunque cuenta con varios equipamientos de carácter turístico, Donegal está muy desprovista en lo que respecta a servicios públicos, y obliga a sus habitantes a desplazarse a las ciudades cercanas de Ballyshannon o a Letterkenny, ya que estas ciudades disponen de servicios como cines, piscinas, etcétera.

## Fotografías

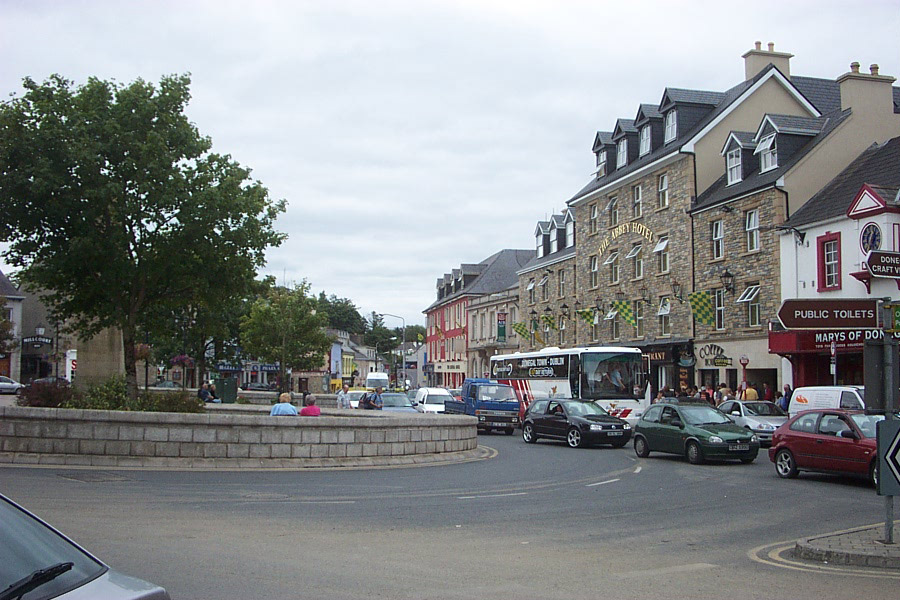
El Diamond
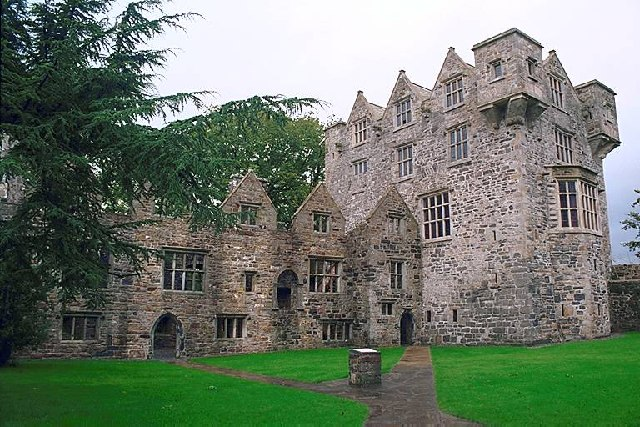
El Donegal Castle
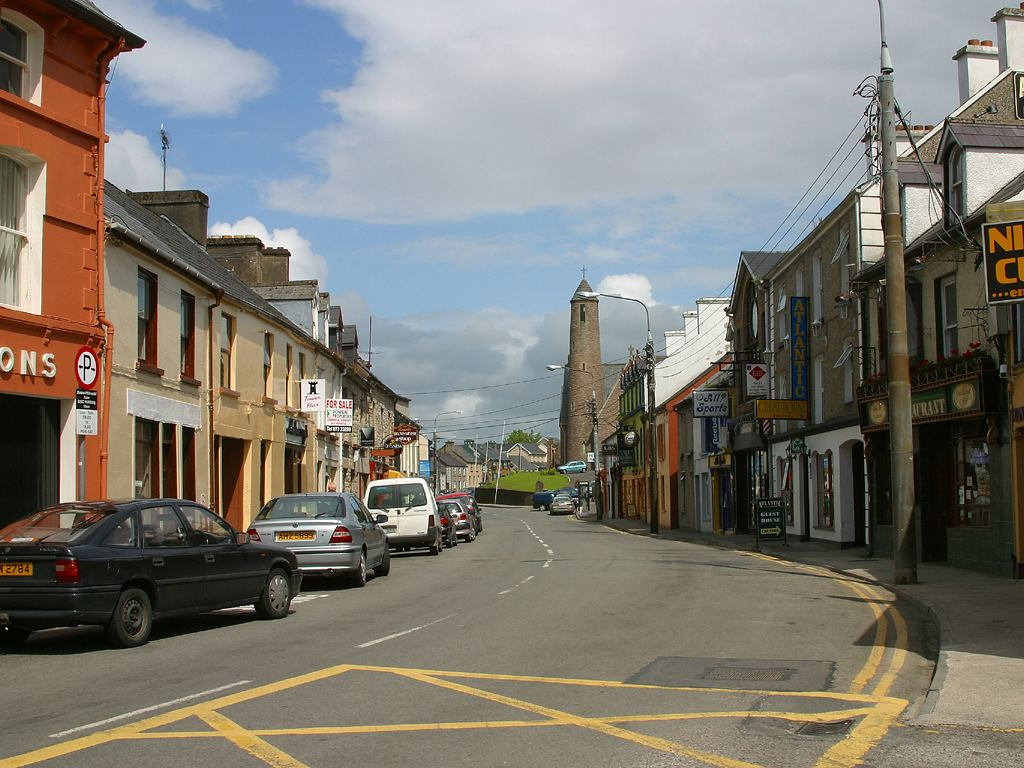
Main Street y abadía franciscana
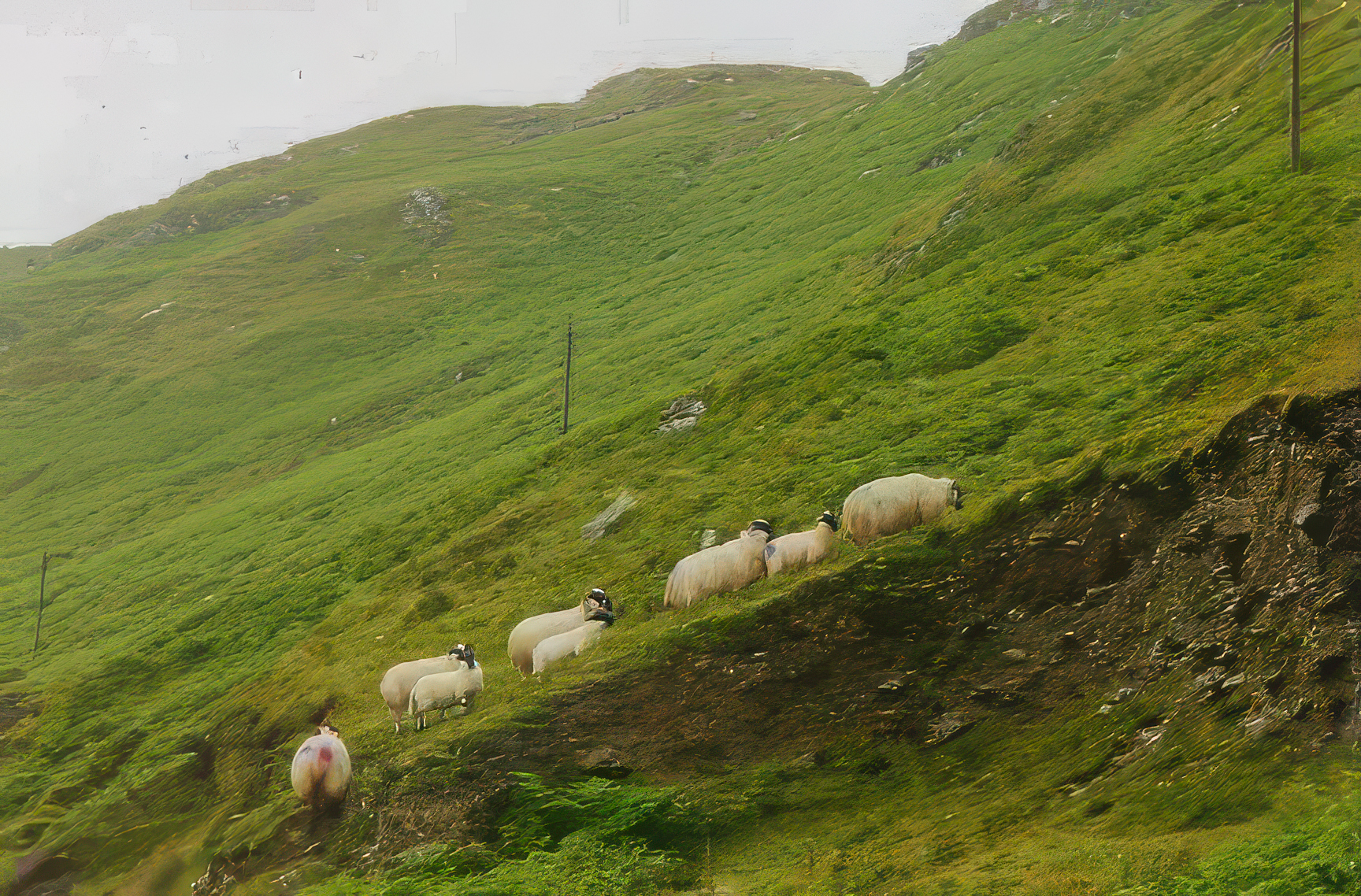
Rebaño de ovejas en Donegal
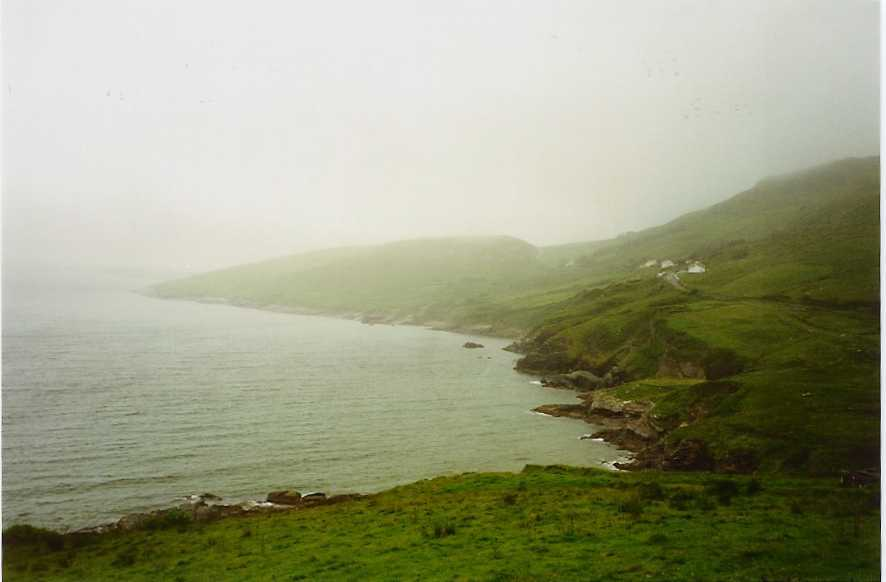
Costa de Donegal